# 水与火的缠绵 (长篇小说)
《水与火的缠绵》，池莉的长篇小说。

## 内容
单纯、敏感、内向的青年曾芒芒相遇优雅男士高勇之后，擦出爱的火花，两人相恋并且迅速结婚。
高勇因经济问题被投入监狱羁押，曾芒芒筹钱救助他，因为高勇是曾芒芒的心爱的丈夫。
高勇出狱之后，曾芒芒请他在离婚协议书上签字，两人宣布离婚。
曾芒芒这时候爱上了自己的导师常声远。

## 角色
- 高勇：优雅有情趣，因经济问题被羁押狱中，释放后发迹。

- 曾芒芒：中国共产党官僚家庭出身，大学毕业，曾爱上工人邝园。

- 常声远：耿直、有责任心、深沉。

- 邝园：锅炉工人，曾芒芒的初恋。

## 主题和风格
《水与或的缠绵》通过智商高情商低的大学生“曾芒芒”，表达了作者“不相信爱情”的一贯思想，也提醒女性要好好爱自己，而不要成男性的玩物，如：“……不脱上衣了。时光再嗒嗒地走几天，不脱裤子了。再嗒嗒嗒地，也懒得撩起衣服了，裤子也只是退下一部分，精确地露出要使用的地方……”。

## 改编作品
《水与火的缠绵》被改编成电视剧《水与火的缠绵》，由盖丽丽、姜武、田少军、王洛勇、朱时茂主演。